# 沙朗托奈
沙朗托奈（法語：Charantonnay，法語發音：[ʃaʁɑ̃tɔnɛ]）是法国伊泽尔省的一个市镇，位于该省西北部，属于维埃纳区。

## 地理
沙朗托奈（45°32'13"N, 5°6'29"E）面积11 平方千米，位于法国奥弗涅-罗讷-阿尔卑斯大区伊泽尔省，该省份为法国东南部内陆省份，北起顺时针与安省、萨瓦省、上阿尔卑斯省、德龙省、阿尔代什省、卢瓦尔省和罗讷省。
与沙朗托奈接壤的市镇（或旧市镇、城区）包括：博瓦尔德马克、阿尔塔、罗什、鲁瓦亚、圣乔治代斯佩朗什、圣让德布尔奈。

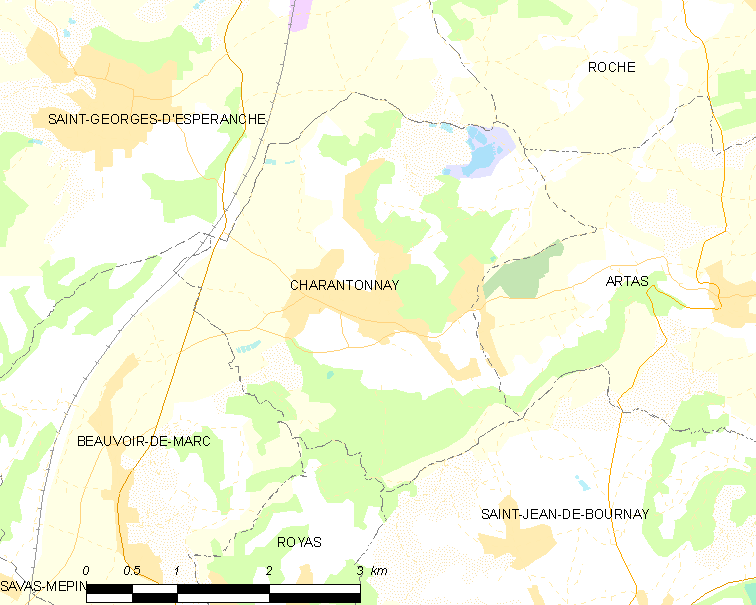
沙朗托奈的OSM定位图

沙朗托奈的时区为UTC+01:00、UTC+02:00（夏令时）。

## 行政
沙朗托奈的邮政编码为38790，INSEE市镇编码为38081。

## 政治
沙朗托奈所属的省级选区为拉韦皮耶尔县。

## 人口

1962-2008年间沙朗托奈人口变化图示

沙朗托奈于2022年1月1日时的人口数量为1993人。